# 크로스비, 스틸스, 내시 & 영
크로스비, 스틸스 & 내시(Crosby, Stills & Nash, CSN)는 미국의 가수 겸 작곡가인 데이비드 크로스비와 스티븐 스틸스 그리고 영국 가수인 그레이엄 내시로 구성된 포크 록 슈퍼그룹이었다. 그들은 가끔 4번째 멤버로 활동했던 캐나다 가수 겸 작곡가 닐 영이 합류했을 때 크로스비, 스틸스, 내시 & 영(Crosby, Stills, Nash & Young, CSNY)으로 알려져 있었다.

## 역사

### 형성과 초기 성공
CSN이 결성되기 전에는, 밴드의 각 멤버가 다른 유명한 그룹에 속해 있었다.

### 닐 영
테일러를 지키면서, 그 밴드는 처음에 키보드 연주자를 고용하려고 했다. 스틸스는 처음에는 뛰어난 다중 공학가 스티브 윈우드에게 다가갔는데, 그는 이미 새로 결성된 그룹 블라인드 페이스에 사로잡혀 있었다.

## 음반 목록
- 1969 Crosby, Stills & Nash (CSN)
- 1970 Déjà Vu (CSNY)
- 1971 4 Way Street (CSNY)  (live)
- 1974 So Far (CSNY) (compilation)
- 1977 CSN (CSN)
- 1982 Daylight Again (CSN)
- 1983 Allies (CSN) (live and studio)
- 1988 American Dream (CSNY)
- 1990 Live It Up (CSN)
- 1994 After the Storm (CSN)
- 1999 Looking Forward (CSNY)
- 2008 Déjà Vu Live (CSNY) (live)